# Truppengattungsfarben der Schweizer Armee
Die Truppengattungsfarben der Schweizer Armee sind die Waffenfarben, die Anwendung bei der Farbgebung von Achselschlaufen und Kragenspiegeln sowie als Béretfarbe finden, wobei die Farben der Bérets nicht zwingend mit den Farben der Achselschlaufen identisch sind.
Es gibt folgende Farben für die Achselschlaufen und Kragenspiegel (Reihenfolge und Bezeichnungen nach „Schweizer Armee 2006“):

## Truppengattung
| Truppengattung                                             | Farbe       | Farbe | Insignien (Beispiele) | Insignien (Beispiele) | Bemerkung                                                                                             |
| Infanterie                                                 | Dunkelgrün  |       |                       |                       | Links: Achselschlaufe Soldat für die Ausgangsuniform (Tenue A) Rechts: Hauptfeldweibel der Infanterie |
| Panzertruppen                                              | Gelb        |       |                       |                       | Links: Achselschlaufe Soldat für die Ausgangsuniform (Tenue A)                                        |
| Rettungstruppen und Artillerie                             | Rot         |       |                       |                       | Links: Achselschlaufe Soldat für die Ausgangsuniform (Tenue A)                                        |
| Luftwaffe (Flieger- und Fliegerabwehrtruppen)              | Kobaltblau  |       |                       |                       | Rechts: Oberleutnant der Fliegerabwehr                                                                |
| Generalstabsoffiziere, Genietruppen, Führungsunterstützung | Schwarz     |       |                       |                       | Links: Achselschlaufe Oberst i Gst, für die Ausgangsuniform (Tenue A)                                 |
| Übermittlungs- und Führungsunterstützungstruppen           | Silbergrau  |       |                       |                       | |
| Logistiktruppen                                            | Bordeauxrot |       |                       |                       | Links: Achselschlaufe Soldat für die Ausgangsuniform (Tenue A)                                        |
| Sanitätstruppen und Rotkreuzdienst                         | Blau        |       |                       |                       | |
| Militärische Sicherheit                                    | Grau        |       |                       |                       | |
| ABC-Abwehrtruppen                                          | Senfgelb    |       |                       |                       | Links: Achselschlaufe Soldat für die Ausgangsuniform (Tenue A)                                        |
| Spezialkräfte                                              | Beige       |       |                       |                       | |

## Dienstzweig
| Dienstzweig                                                                              | Farbe    | Farbe | Insignien (Beispiele) | Insignien (Beispiele) | Bemerkung                                                         |
| Generalstabsdienst, Militärischer Nachrichtendienst, Armeeseelsorge, Bereitschaftsdienst | Schwarz  |       |                       |                       | Links: Achselschlaufe Brigadier für die Ausgangsuniform (Tenue A) |
| Militärjustiz                                                                            | Violett  |       |                       |                       | Links: Achselschlaufe Soldat für die Ausgangsuniform (Tenue A)    |
| Territorialdienst                                                                        | Orange   |       |                       |                       | Links: Achselschlaufe Soldat für die Ausgangsuniform (Tenue A)    |
|                                                                                          |          |       |                       |                       |                                                                   |
| Weitere Dienste                                                                          |          |       |                       |                       |                                                                   |
| UNO-Militärbeobachter                                                                    | Hellblau |       |                       |                       | Links: Achselschlaufe Major für die Ausgangsuniform (Tenue A)     |

## Béretfarben
Grundsätzlich richtet sich die Farbe des Bérets nach der Farbe der Truppengattung. Es gibt jedoch Abweichungen, da man zum Beispiel silbergraue oder gelbe Bérets für zu unpraktisch hält. Angehörige betroffener Truppen werden in der Regel mit schwarzen Bérets ausgerüstet. Somit gibt es folgende Farben für die Bérets:
| Béretfarben | Farbe       | Farbe | Béret (Beispiele) | Bemerkung |
| Generalstabsdienst, Territorialdienst, Panzer, Genie, Rettung, Übermittlung/Führungs- unterstützung, ABC-Abwehr, Militärischer Nachrichtendienst, Militärjustiz, Armeeseelsorge, Bereitschaftsdienst, Sport, Swisscoy (ab Kontingent 27) | Schwarz     |       |                   |           |
| Infanterie, Militärmusik | Grün        |       |                   |           |
| Artillerie | Rot         |       |                   |           |
| Luftwaffe | Kobaltblau  |       |                   |           |
| Sanitätstruppen und Rotkreuzdienst | Königsblau  |       |                   |           |
| Logistiktruppen (Versorgung, Material, Transporte, Veterinäre) | Bordeauxrot |       |                   |           |
| Militärische Sicherheit | Grau        |       |                   |           |
| Friedensförderungseinsatz für die UNO | Hellblau    |       |                   |           |